# A Weekend in the City
A Weekend in the City je druhé studiové album britské skupiny Bloc Party vydané v roce 2007.

## Seznam skladeb
1. Song for Clay (Disappear Here) – 4:49
2. Hunting for Witches – 3:31
3. Waiting for the 7.18 – 4:17
4. The Prayer – 3:45
5. Uniform – 5:32
6. On – 4:46
7. Where Is Home – 4:54
8. Kreuzberg – 5:27
9. I Still Remember – 4:23
10. Sunday – 4:59
11. SRXT – 4:51

## Singly z alba
- Song for Clay (Disappear Here)
- Hunting for Witches
- The Prayer
- I Still Remember